# Усенко Іван Романович
Іва́н Рома́нович Усе́нко (нар. 24 січня 1924 — пом. 1998) — радянський військовик часів Другої світової війни, командир кулеметного розрахунку 294-го гвардійського стрілецького полку 97-ї гвардійської стрілецької дивізії (5-та гвардійська армія (СРСР), 1-й Український фронт), гвардії молодший сержант. Герой Радянського Союзу (1945).

## Біографія
Народився 24 січня 1924 року в селі Тишківка Добровеличківського району Першомайської округи Одеської губернії (нині Добровеличківський район Кіровоградської області) в селянській родині. Українець. У 1936 році закінчив 6 класів, працював у місцевому колгоспі трактористом.
З початком німецько-радянської війни опинився на території, тимчасово окупованій німецькими військами. До лав Червоної армії призваний 24 березня 1944 року Тишківським РВК Кіровоградської області. Воював на 2-му та 1-му Українських фронтах.
Особливо командир розрахунку станкового кулемета 294-го гвардійського стрілецького полку 97-ї гвардійської стрілецької дивізії гвардії молодший сержант І. Р. Усенко відзначився під час форсування річки Одер. 25 січня 1945 року одним з перших в дивізії зі своїм розрахунком вночі під щільним вогнем супротивника на підручних засобах форсував Одер і з ходу вступив у бій, чим сприяв швидкому форсуванню ріки рештою підрозділів. Відбиваючи контратаки ворога, ним особисто було знищено до 70 німецьких солдатів і офіцерів. Після закріплення батальйону на західному березі Одера, І. Р. Усенко висунув свій кулемет на відкриту позицію й відкрив вогонь по ворожим позиціям, чим сприяв швидкому просуванню піхоти вперед і захопленню населеного пункту Штейне. У послідуючих боях за розширення плацдарму 25-27 січня його розрахунком було відбито кілька запеклих контратак супротивника і знищено загальною кількістю близько 150 німецьких солдатів та офіцерів.
27 січня 1945 року у вуличному бою за місто Ополе (Польща) був важко поранений, перебував у шпиталі близько 3 місяців. Після одужання сержант І. Р. Усенко призначений заступником командира відділення автоматників 385-го стрілецького полку 112-ї стрілецької дивізії. 8 травня 1945 року вдруге був поранений.
По закінченню війни продовжив військову службу. У 1950 році закінчив Курси офіцерів інтендантської служби, у 1954 році — Вищу офіцерську інтендантську школу. Член КПРС з 1959 року. У січні 1969 року майор І. Р. Усенко вийшов у запас.
Оселився у Кіровограді. Працював слюсарем-ремонтником, майстром дільниці 4-го механоскладального цеху машинобудівного заводу «Червона зірка», згодом — контролер ВТК заводу тракторних гідроагрегатів. Помер у 1998 році, похований в Пантеоні Вічної Слави.
Указом Президії Верховної Ради СРСР від 27 червня 1945 року за зразкове виконання бойових завдань командування на фронті боротьби з німецькими загарбниками та виявлені при цьому відвагу і героїзм, гвардії молодшому сержанту Усенку Івану Романовичу присвоєне звання Героя Радянського Союзу з врученням ордена Леніна і медалі «Золота Зірка» (№ 5903).

## Нагороди
- Звання Героя Радянського Союзу (27.06.45)
- Орден Леніна (27.06.45)
- Орден Вітчизняної війни 1-го ступеня (11.03.85)
- Медаль «Золота Зірка» (№ 5903) (27.06.45)